# Wakajama
Wakajama (japonsky: 和歌山市; Wakajama-ši) je hlavní město prefektury Wakajama v regionu Kansai v Japonsku. Město Wakajama zabírá pouze 4 % rozlohy prefektury, ale žije v něm 40 % jejích obyvatel.
Wakajama vznikla jako hradní město kolem hradu, který v roce 1585 nechal postavit Hidejoši Tojotomi a během následujícího období Edo zde sídlila jedna z vedlejších větví rodu Tokugawa, která odtud vládla přilehlému panství. Status města ši (市) Wakajama získala 1. dubna 1889.
V posledních letech místní ekonomika utrpěla značnou ztrátu, když ocelárny Sumitomo Steel přesunuly svou výrobu do Číny.
Wakajama je v Japonsku známá svým ovocem umeboši a mikan.
Wakajama je rozdělena ve dví řekou Kinokawa. Na severu je město ohraničeno horami a prefekturou Ósaka. Uprostřed města stojí na hoře Torafusu Wakajamský hrad.

## Partnerská města
- Bakersfield, Kalifornie, Spojené státy americké (14. červenec 1961)
- Čedžu, Jižní Korea (12. listopad 1987)
- Richmond, Kanada (31. březen 1973)
- Ťi-nan, Čína (14. leden 1983)